# مقاطعة تيلسياي
مقاطعة تيلسياي. هي واحدة من ست مقاطعات في ليتوانيا. تقع في غرب البلاد؛ عاصمتها تلسياي. يوجد ليتوانيا 98.7٪ 0.1٪ 0.9٪ آخرون لاتفيا الروس 0.3٪. في يوم 1 يوليو عام 2010، تم إلغاء حكومة المقاطعة، ومنذ ذلك الحين، تَتَوَلّى تلسياي الإحصاءات كَوَحدة إقليمية.